# Hala Sedki
Hala Sedki George Younan (arabski:هالة صدقى جورج يونان, ur. 1961 w Kairze) – egipska aktorka.
Jest uważana za jedną z najlepszych egipskich aktorek. Swoją karierę rozpoczęła w filmie Noura al Demirdasha Rehlet al melion. Wystąpiła w ponad 30 filmach. Hala grała również w wielu produkcjach telewizyjnych takich jak Awrak Misrya, Arabisk, Zaman Al Aolama i ynabei el eshk.